# Stair Hill
Der Stair Hill ist ein rund 1500 m hoher Hügel an der Graham-Küste des Grahamlands im Norden der Antarktischen Halbinsel. Er ragt am Kopfende der Holtedahl Bay auf.
Luftaufnahmen der Hunting Aerosurveys Ltd. aus den Jahren 1956 und 1957 dienten dem Falkland Islands Dependencies Survey für eine Kartierung des Berges. Das UK Antarctic Place-Names Committee benannte ihn 1959 nach dem US-amerikanischen Physiker Ralph Stair (1900–1980) vom National Bureau of Standards, einem Pionier in der Entwicklung von Schutzbrillen gegen Schneeblindheit.